# Ballana radiata
Ballana radiata är en insektsart som beskrevs av Delong 1964. Ballana radiata ingår i släktet Ballana och familjen dvärgstritar. Inga underarter finns listade i Catalogue of Life.